# Movistar Open 2012
Il Movistar Open 2012 è stato un torneo di tennis giocato sulla terra rossa nella categoria ATP World Tour 250 series nell'ambito dell'ATP World Tour 2012. È stata la 19ª edizione del Movistar Open. Si è disputata a Viña del Mar in Cile dal 30 gennaio al 5 febbraio 2012.

## Partecipanti

### Teste di serie
| Nazionalità | Giocatore          | Ranking* | Testa di serie |
| ----------- | ------------------ | -------- | -------------- |
| Argentina   | Juan Mónaco        | 27       | 1              |
| Argentina   | Juan Ignacio Chela | 29       | 2              |
| Brasile     | Thomaz Bellucci    | 37       | 3              |
| Spagna      | Pablo Andújar      | 45       | 4              |
| Spagna      | Albert Montañés    | 50       | 5              |
| Colombia    | Santiago Giraldo   | 56       | 6              |
| Argentina   | Carlos Berlocq     | 61       | 7              |
| Italia      | Filippo Volandri   | 72       | 8              |

* Ranking al 16 gennaio 2011.

### Altri partecipanti
I seguenti giocatori hanno ricevuto una wildcard per il tabellone principale:
- Paul Capdeville
- Fernando González
- Nicolás Massú

I seguenti giocatori sono passati dalle qualificazioni: 

- Federico Delbonis
- Rogério Dutra da Silva
- Diego Junqueira
- Rubén Ramírez Hidalgo

## Campioni

### Singolare
Juan Mónaco ha battuto in finale  Carlos Berlocq per 6-3, 6(1)-7, 6-1.
- È il 1º titolo dell'anno per Mónaco, il 4° della sua carriera.

### Doppio
Frederico Gil /  Daniel Gimeno Traver hanno battuto in finale  Pablo Andújar /  Carlos Berlocq per 1-6, 7-5, [12-10].